# Кулябко, Алексей Александрович
Алексей Александрович Кулябко (1866—1930) — российский и советский физиолог, доктор медицины, действительный статский советник, профессор Казанского, Томского и Московского университетов.

## Биография
Родился 15 (27) марта 1866 года в Омске в семье офицера русской императорской армии. Среднее образование получил в Верненской гимназии, по окончании курса в которой в 1884 году поступил на естественное отделение физико-математического факультета Санкт-Петербургского университета. Начиная с 2-го курса, специально работал по гистологии в лаборатории академика Ф. В. Овсянникова, а затем по физиологии в лаборатории И. М. Сеченова. 31 мая 1888 года окончил курс университета со степенью кандидата естественных наук. Ещё будучи студентом напечатал работу «О гистологическом строении бартолиновых желез». Осенью 1888 года был принят без экзамена на второй курс Военно-медицинской академии.
Весной 1890 года, выдержав все переходные экзамены с третьего на четвёртый курсы, оставил академию вследствие назначения 11 мая 1890 года на должность прозектора при кафедре физиологии в Томский университет, где он состоял в то же время в качестве постороннего слушателя, окончил курс медицинского факультета, и по выдержании испытания 18 декабря 1893 года в государственной комиссии, удостоен звания лекаря с отличием (первый выпуск университета).
В следующем году был командирован за границу для ознакомления с устройством физиологических лабораторий. Во время командировки осмотрел целый ряд физиологических институтов Германии, Франции, Швейцарии, Австрии и Италии. По возвращении из-за границы приступил к сдаче докторских экзаменов.
По предложению академика Ф. В. Овсянникова 11 мая 1895 года перешёл на должность лаборанта при физиологической лаборатории Академии наук. В мае 1897 года по итогам защиты в Военно-медицинской академии диссертации «К вопросу о желчных капиллярах» был удостоен степени доктора медицины. В 1898 году, по прочтении двух пробных лекций, получил звание приват-доцента по кафедре физиологии в Санкт-Петербургском университете. Летом того же года был командирован Академией наук за границу. По возвращении начал чтение лекций по физиологии выделительных органов для студентов III и IV курса естественного отделения. В следующие годы читал также практический курс общей мышечной физиологии и физиологии органов чувств. В 1901 году при изменении штатов физиологической лаборатории Aкадемии наук был единогласно избран физико-математическим отделением на должность физиолога.

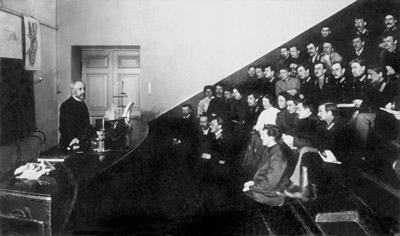
Лекцию по физиологии читает профессор А.А. Кулябко (1907)

В апреле того же года снова командирован за границу для участия в пятом международном конгрессе физиологов в Турине. По возвращении предпринял ряд опытов над вырезанным теплокровным сердцем. Впервые в мире оживил сердце человека через 20 часов после смерти (1902).
В 1902/1903 учебном году преподавал физиологию на курсах при биологической лаборатории профессора Лесгафта в Санкт-Петербурге, и на гигиенических курсах при обществе охранения здоровья и женщины; 18 января 1903 года назначен ординарным профессором физиологии на физико-математическом факультете Казанского университета, а 18 апреля того же года избран советом Томского университета на кафедру физиологии. Стоял у истоков создания биологического и медицинского образования в Сибири.
В 1914 году получил чин действительного статского советника. С 1918 года — Заслуженный профессор Томского университета.
Директор Сибирских высших женских курсов (1919)
В опытах на изолированной голове рыбы добивался восстановления жизненных функций головного мозга на 2—3 ч. и более. В 1923 году продемонстрировал посетившему Томск А. В. Луначарскому опыт оживления головы собаки. Рассказ Луначарского об этом опыте вдохновил писателя А. Беляева на создание повести «Голова профессора Доуэля» (1923).
С 1925 года работал в Москве в Центральном институте труда; был профессором кафедры физиологии медицинского факультета.
Умер в Москве 6 августа 1930 года.

## Награды
- орден Святого Станислава 3-й степени (1893)
- орден Святой Анны 3-й степени
- орден Святого Станислава 2-й степени (1902)
- орден Святой Анны 2-й степени (1908)
- орден Святого Владимира 4-й степени (1911)
- орден Святого Владимира 3-й степени (1917)

- серебряная медаль «В память царствования императора Александра III»
- светло-бронзовая медаль «В память 300-летия царствования дома Романовых».

## Труды
- Опыты оживления сердца // Известия Петербургской АН. — 1902. Сер. 5. Т. 16;
- Дальнейшие опыты оживления сердца. Оживление человеческого сердца // Известия Петербургской Академии наук. — 1902. Сер. 5, Т. 17, № 15;
- Фармакологические и токсикологические исследования на вырезанном сердце. — СПб., 1904 г.;
- Нейрогенная и миогенная теория сердечной деятельности // Протоколы заседаний Томского общества естествоиспытателей и врачей за 1903—1904 гг. — Томск, 1906 г.;
- Применение искусственной циркуляции на отрезанной рыбьей голове // Записки Императорской Академии наук по физико-математическому отделению. — 1906. — № 7;
- Отчего бьется сердце? Нейрогенная и миогенная теория сердечной деятельности // ИТУ. — 1907. — Кн. 28;
- Новый метод обучения физиологии в Америке. — СПб., 1907 г.;
- Эволюция и происхождение жизни // Вестник знания. — 1913. — № 7-8.

## Семья
Жена — Мария Ивановна (урожд. Менделеева, в первом браке — Зубова, племянница Д. И. Менделеева).

## Адреса в Томске

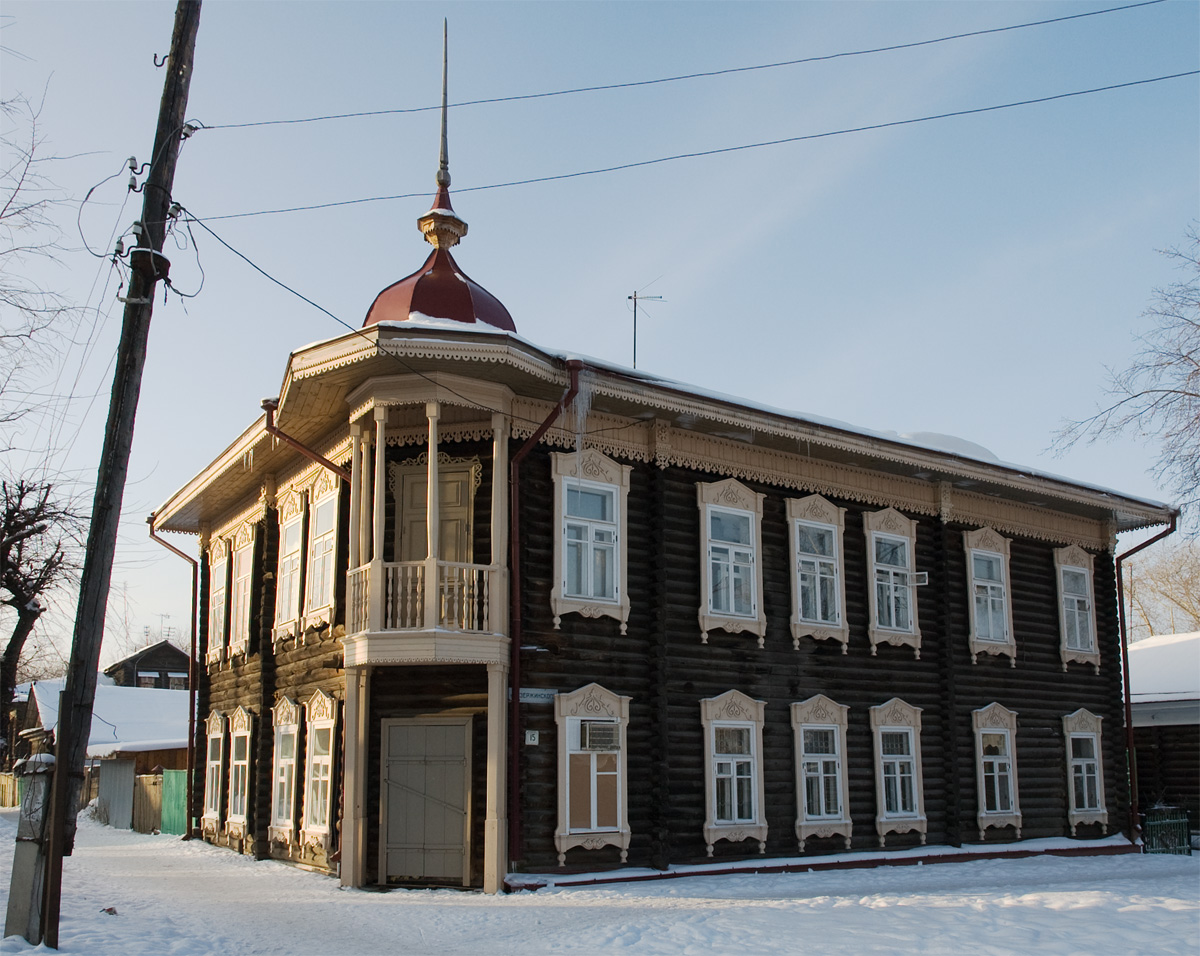
улица Герцена, д. 40